# Stegastes variabilis
 Stegastes variabilis és una espècie de peix de la família dels pomacèntrids i de l'ordre dels perciformes.

## Morfologia
Els mascles poden assolir els 12,5 cm de longitud total.

## Distribució geogràfica
Es troba des de Florida, el Golf de Mèxic i el Carib fins al Brasil.